# Schweizer SGS 1-34

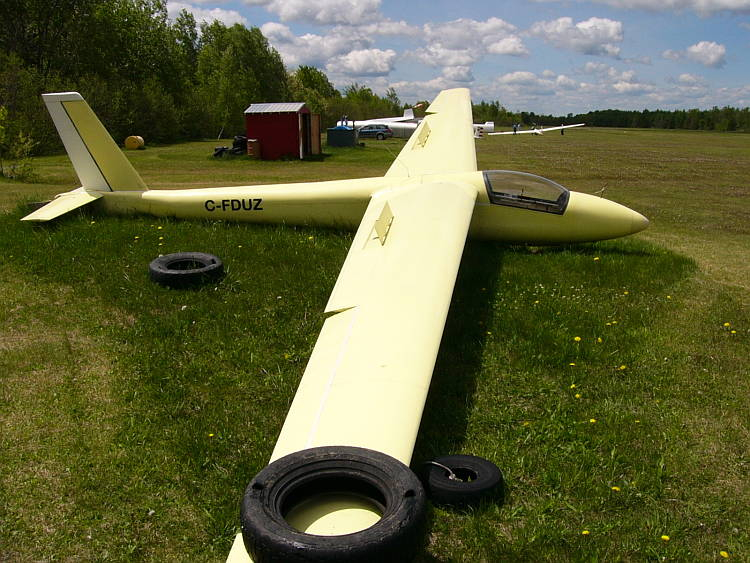
Schweizer SGS 1-34

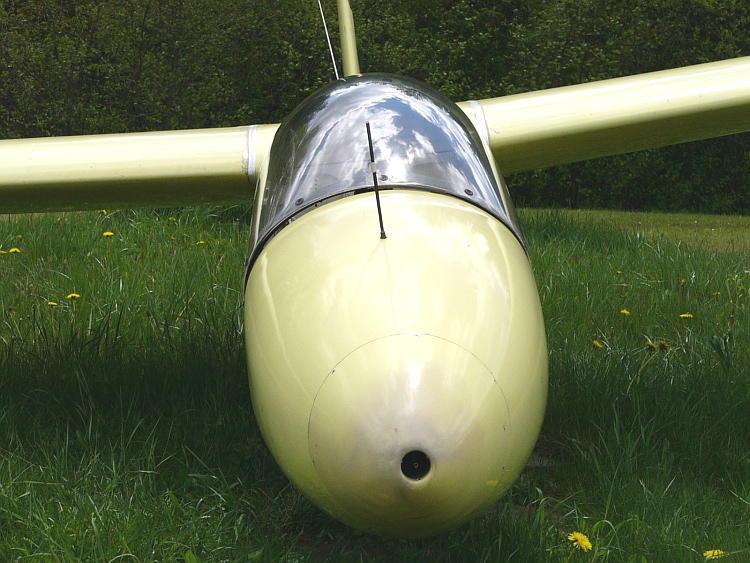
Schweizer SGS 1-34 nhìn từ phía trước

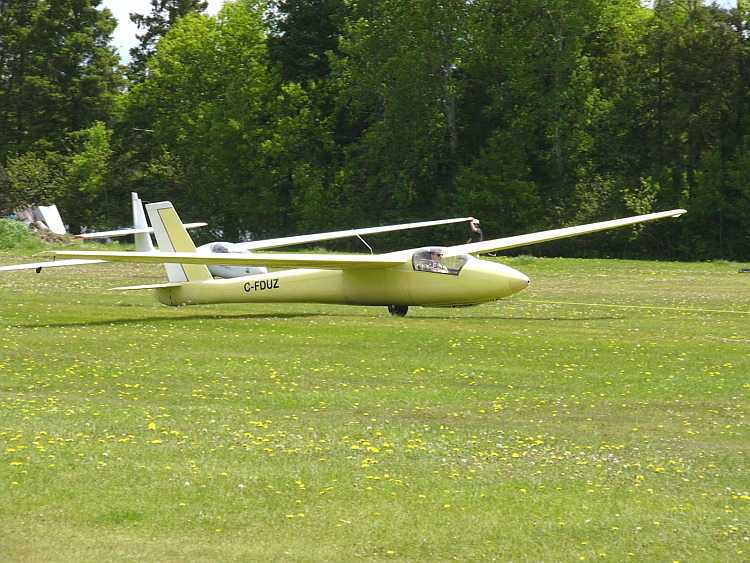
Schweizer SGS 1-34 cất cánh

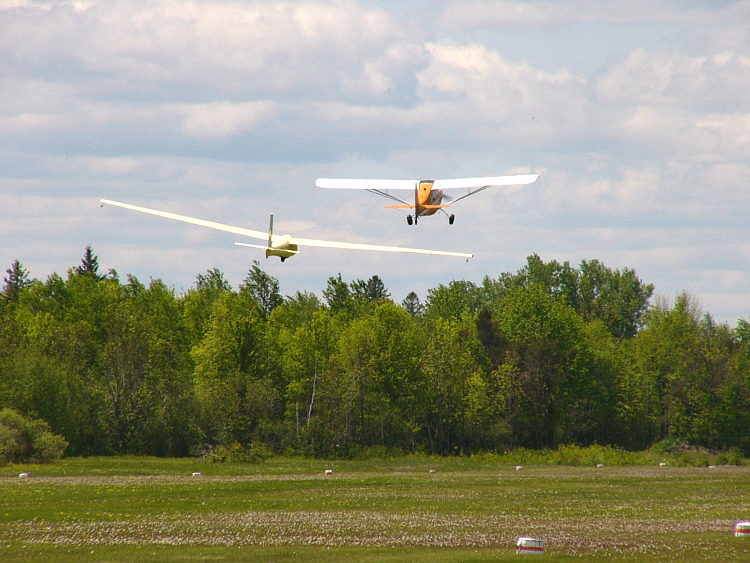
Schweizer SGS 1-34

Schweizer SGS 1-34 là một loại tàu lượn cánh trên thuộc lớp Standard của Hoa Kỳ, do Schweizer Aircraft ở Elmira, New York chế tạo.
1-34 được thiết kế trong thập niên 1960 và bay lần đầu năm 1969.
1-34
1-34R
Park 1-34R Modified

## Tính năng kỹ chiến thuật
Đặc điểm tổng quát
- Kíp lái: 1
- Chiều dài: 25 ft 5 in (7.80 m)
- Sải cánh: 49 ft 3 in (15.00 m)
- Chiều cao: 7 ft 6 in (2.31 m)
- Diện tích cánh: 151 ft2 (14.0 m2)
- Tỉ số mặt cắt: 16
- Kết cấu dạng cánh: Gốc: Wortmann FX 61-163, Đầu: Wortmann FX 61-126
- Trọng lượng rỗng: 570 lb (259 kg)
- Trọng lượng có tải: 840 lb (381 kg)

Hiệu suất bay
- Vận tốc cực đại: 142 mph (227 km/h)
- Hệ số bay lướt dài cực đại: 33 ở vận tốc 55 mph (88 km/h)
- Vận tốc xuống: 144 ft/min (0,73 m/s)